# Axel Krygier
Axel Krygier (Buenos Aires, 31 de enero de 1969) es un Multiinstrumentista, compositor e intérprete argentino abocado a la grabación y la performance en directo. Su estilo es producto de la cruza de influencias tales como la música criolla, la canción francesa y el agogó. Axel integró la banda La Portuaria y luego participó de distintos grupos, tanto en Europa como en Argentina. Es un músico de jazz multifacético que toca la flauta, piano, saxo, órgano, percusión, acordeón, silba y canta en su álbum debut Échale semilla!.

## Historia

### Primeros años
Axel Krygier nació en Buenos Aires en 1969. Realizó sus primeras giras como saxofonista con Instrucción Cívica (Kevin Johansen y Julián Benjamín), al mismo tiempo que estudiaba piano y flauta traversa. A los dieciocho años compró su primer grabador multipistas y comenzó a grabar sus propios temas y experimentos tímbricos, tocando él mismo todos los instrumentos. Desde entonces ha realizado música para numerosos largometrajes, obras de teatro y danza.

### Carrera
Entre 1991 y 1996 formó parte del grupo La Portuaria, con el cual realizó extensas giras y registró cuatro discos. Al año siguiente, en 1997, acompaña como músico colaborador, a Soda Stereo durante la gira El Último Concierto.
En 1999 Los Años Luz Discos editó su primer trabajo como solista, Échale semilla!, considerado "Revelación del Año" por el Diario Clarín y la Revista Rolling Stone, le permitió obtener el respaldo de DJs como Rémy Kolpa Kapoul, Gilles Peterson o Coldcut, y contar con seguidores como David Byrne, Juana Molina o Nicola Conte. Al año siguiente el álbum fue editado en España por el sello HiTop, el cual previamente lanzó los vinilos Échale remixes y Échale más remixes. Los temas del disco pueden encontrarse también en numerosos compilados europeos y asiáticos.
Entre 2001 y 2003 Axel Krygier armó su banda en Barcelona y participó de numerosos festivales europeos, tales como el "Transmusicales de Rennes", "BAM de Barcelona", "Bal-Concert de La Villette" en París, "La Línea Festival Latino" de Londres, entre otros. En 2003 Los Años Luz Discos editó Secreto y Malibú, banda de sonido compuesta por Axel para la obra de danza-teatro homónima que por esos años se presentó con éxito allí y en Europa, Estados Unidos y Asia. De regreso a la Argentina creó junto a Christian Basso el Sexteto Irreal, grupo integrado además por Fernando Samalea, Alejandro Terán y Manuel Schaller, con el cual ha tocado en los festivales de Ciudad Cultural Konex, Quilmes Rock y en otros significativos escenarios de la noche porteña.
Ha participado en grabaciones discográficas de artistas como Daniel Melingo, Kevin Johansen, Christian Basso, Fernando Samalea, Los Pericos, Los Cafres y el español Watch TV, entre otros. De su labor como compositor de música para películas, cabe destacar que sus dos últimas realizaciones, El boquete de Mariano Mucci y Chicha tu madre de Gianfranco Quatrini, han sido estrenadas en el "Festival Internacional de Cine" de Mar del Plata, en febrero de 2006.
A fines de 2005 Los Años Luz Discos editó su tercer álbum, Zorzal, el cual fue lanzado en 2007 por Hitop Records en España. Incluye colaboraciones de su hermana, Marcia Krygier, miembros del Sexteto Irreal (grupo que fundó), Gaby Kerpel y Kevin Johansen, entre otros.
En noviembre de 2009 estrenó en el "Theatre du Rond Point", París, el musical 3 Tangos,
con música de Krygier, puesta en escena de Alfredo Arias y guion del propio Arias y Gonzalo Demaría. En diciembre del mismo año Los Años Luz Discos publicó su cuarto álbum Pesebre, cuya presentación se realizó en La Trastienda Club en abril de 2010.
En septiembre de 2010 el mítico sello belga Crammed Discs editó Pesebre, con distribución en Europa y Estados Unidos. En octubre del mismo año la Cámara Argentina de Productores de Fonogramas y Videogramas (CAPIF) otorgó el premio Gardel a 3 Tangos en el rubro "Mejor Álbum banda de sonido de cine/televisión". El 26 de noviembre Axel Krygier se presentó junto a su grupo en el Casino de Paris, como primera parte del show de Gotan Project.
En 2015 recibió el Premio Konex de Platino en la disciplina Instrumental/Fusión.

### Discos y proyectos
Hasta el momento lleva editados seis discos a través de Los Años Luz Discos en Argentina: Échale semilla! (1999), Secreto y Malibú (2003), Zorzal (2005), Pesebre (2009) "Hombre de Piedra" (2015) y el reciente "Axelotl" (2021). En España han sido editados Échale semilla (2001), Échale remixes, Échale + remixes (estos últimos en vinilos de 10 pulgadas) y Zorzal (2007), a través del sello HiTop Records y Pesebre (2010) y "Hombre de Piedra" (2015) a través del sello belga Crammed Discs. 
En 2018 Los Años Luz Discos editó digitalmente la música original para "El hombre que perdió su sombra". Registrado por Axel Krygier en piano, Alejandro Terán en viola y clarinete, cuenta con las voces de los intérpretes originales de la obra: Santiago Otero Ramos, como Peter, Sebastián Godoy como el Hombre de Gris, y Pablo Fusco en el papel de Bendel. Grabado en Estudio Dr. F y Estudios Ion. El disco recibió la Nominación al Premio Gardel por Mejor Álbum Infantil.
Compuso la música de numerosos largometrajes y obras de danza. Entre ellos se encuentra el tema de introducción para la miniserie Okupas dirigida por Bruno Stagnaro, Secreto y Malibú con dirección de Diana Szeimblum, "Trois tangos del dramaturgo Gonzalo Demaria y el director Alfredo Arias, presentado durante noviembre, diciembre de 2009 en el Theâtre du Rond-Point en París, Francia. A lo largo de su carrera se presentó en diversos festivales, tales como el "Rencontres Transmusicales de Rennes"; "Festival La Línea", Reino Unido; "Istanbul Chill Out Festival", Turquía" ; "Earth Day Festival Plaza de las naciones Unidas"; WOMAD Charlton Park, Les Escales de Saint Nazaire (donde recibió la "Carte Blanche" de la SACEM), entre otros.

## Discografía

### Con La Portuaria
- 1991: Escenas de la vida amorosa
- 1993: Devorador de corazones
- 1995: Huija
- 1996: La Portuaria en vivo

### Con Sexteto Irreal
- 2010: Jogging

### Solista
Álbumes de estudio
- 1999: Échale semilla!
- 2003: Secreto y Malibú
- 2005: Zorzal
- 2009: Pesebre
- 2015: Hombre de Piedra
- 2021: Axelotl

Otros
- 2000: Échale remixes
- 2000: Échale más remixes
- 2009: 3 Tangos
- 2018: El Hombre que perdió su sombra